# Et umage par
Et umage par (engelsk: Dharma & Greg) er en amerikansk sitcom tv-serie, der i USA blev udsendt i perioden 1997-2002 med samlet 119 episoder. Serien handler om det unge par Dharma og Greg, spillet af Jenna Elfman og Thomas Gibson, der spontant gifter sig trods deres yderst forskellige baggrunde. Humoren i serien opstår i mødet mellem Greg og hans stenrige overklassefamilie på den ene side og Dhama og hendes hippiefamilie med udpræget interesse for alternativ livsstil på den anden. Serien er skabt og produceret af Dottie Dartland og Chuck Lorre.
Serien har været sendt på TV 2 i flere omgange og har modtaget flere priser. Blandt andet har Jenna Elfman modtaget en Golden Globe for bedste kvindelige skuespiller.

## Persongalleri
- Dharma Freedom Montgomery (spillet af Jenna Elfman), født Finkelstein, er en livlig og spontan kvinde, der er datter af Larry og Abby. De har opdraget hende og undervist hende hjemme efter deres egne ønsker, så hun mangler en fundamental forståelse for den almindelige vestlige civilisation. Hun tror altid på det bedste i mennesker og er parat til at hjælpe andre mennesker og dyr, uanset om de har brug for det eller ej. Hun forsøger mange gange at overtale Greg til at fokusere mere på lykken end på at tjene penge. Dharma arbejder i et center for alternative behandlingsformer, der ofte har økonomiske problemer.

- Gregory "Greg" Clifford Montgomery (spillet af Thomas Gibson) er Dharmas mand og en velopdragen, normalt ambitiøs advokat, der er eneste søn af Edward og Kitty. Før han mødte Dharma var Gregs liv kedeligt og forudbestemt til, at han skulle overtage sin fars firma, men Dharma har rokket ved hans planer, og han søger i stedet at skabe sig en fremtid i sit eget lille praktiserende advokatfirma. Han er normalt den rationelle modvægt til Dharmas flyvske ideer og spontanitet.

- Katherine "Kitty" Montgomery (spillet af Susan Sullivan) er Gregs mor og gift med Edward. Hun er umådeligt snobbet og er i begyndelsen stærkt utilfreds med Gregs ægteskab med Dharma. Efterhånden lærer hun at acceptere og holde af Dharma, selv om hun aldrig helt kan forlige sig med Dharmas forældre.

- Edward Montgomery (spillet af Mitch Ryan) er Gregs far, der er direktør for Montgomery Industries. Han er lettere alkoholiseret og excentrisk, og han har et distanceret forhold til kvinder, især til sin kone, som han i det meste af serien har et noget distanceret forhold til.

- Abigain Kathleen "Abby" O'Neil (spillet af Mimi Kennedy) er Dharmas mor og en frisindet kvinde, der har levet et hippieliv med stor interesse for alternativ livsstil. Hun er veganer og går ind for fri sex. I modsætning til sin mand accepterer hun Greg uden forbehold fra starten, men hun kommer ofte i småkonflikter med Gregs forældre.

- Myron Lawrence "Larry" Finkelstein (spillet af Alan Rachins) er Dharmas far, der i 1960'erne var en radikal modstander af det etablerede samfund og marihuanabruger. Han tror, at han fortsat er eftersøgt af FBI og er stolt af dette. Trods enorme forskelle i deres baggrunde kommer Larry godt overens med Edward, og Larry får job i Montgomery Industries som vagt. Han er til tider ufatteligt naiv og påståelig.

- Jane Deaux (spillet af Shae D'Lyn) er Dharmas veninde. Hun har et stærkt anstrengt forhold til det mandlige køn og har nogle stormfulde forhold undervejs. Hun er lettere punket i sit udseende og skaber noget vildskab i serien, blandt andet med nogle særprægede konkurrencer med Dharma.

- Peter James "Pete" Cavanaugh (spillet af Joel Murray) er Gregs ven og kollega. Han er ikke nogen særlig god advokat og dertil ret doven anlagt. Han har det svært med kvinder, men får et stormfuldt forhold til Jane på et tidspunkt. Det resulterer i et ægteskab, som Jane dog afbryder efter få uger. Pete er stor tilhænger af "mandeinteresser" som porno, øl og sport i tv.